# Tyloptera bella
Tyloptera bella là một loài bướm đêm trong họ Geometridae.